# Трипитака
Трипитака (санскрит: Tripiṭaka, пали: Tipiṭaka) је традиционални израз који различите будистичке школе користе за своје каноне или свете текстове. Као што име сугерише, Трипитака се традиционално састоји од три "корпе" учења: од сутри (казивања Буде лично), винаје (дисциплине) и абидарме (доктрине).
Три трипитака канона су сачувана: један непотпуни теравада свештеника из Југоисточне Азије, састављен на пали језику (Пали канон); један сартвастиваде и махасамгике у кинеском преводу (Кинески канон); и најзад, тибетанска колекција (Канђур и Танђур) која је најпотпунија (Тибетански канон). Многи рукописи на санскриту такође су сачувани.
Буда је охрабривао ученике да употребљавају своје дијалекте. Пали, језик теравада канона, био је један од оних дијалеката којим се говорило у Аванти провинцији, али не и језик на којем је Буда подучавао. Због тога се употреби пали терминологије не даје приоритет у односу на будистички санскрит, врсту санскрита која садржи много пракртских речи (пракрит, народни језик, за разлику од санскрита).